# Uvariodendron
Uvariodendron là một chi thực vật thuộc họ Annonaceae. Chi này có các loài sau (tuy nhiên danh sách này có thể chưa đủ):
- Uvariodendron anisatum, Verdc.
- Uvariodendron connivens, (Benth.) R.E.Fries
- Uvariodendron fuscum, (Benth.) R.E.Fries
- Uvariodendron giganteum, (Engl.) R.E.Fr.
- Uvariodendron gorgonis, Verdc.
- Uvariodendron kirkii, Verdc.
- Uvariodendron occidentale, Le Thomas
- Uvariodendron oligocarpum, Verdc.
- Uvariodendron pycnophyllum, (Diels) R.E. Fr.
- Uvariodendron usambarense, R.E. Fr.